# HATNet
A HATNet, azaz Hungarian Automated Telescope Network (Magyar Automatikus Távcsőhálózat) kis, 11 cm átmérőjű csillagászati távcsövekből álló hálózat, mellyel eredetileg fényes változócsillagok automatikus fényességmérését tervezték végezni. Létrehozója Bakos Gáspár, mellette számos magyar csillagász is dolgozik a programban.
A távcsövek telepítésének helyszínei:
- Budapest, MTA CSKI, egy távcső (HAT-1), majd (HAT-2)
- Fred Lawrence Whipple Obszervatóriumban (FLWO, Arizona), négy távcső (HAT-1, HAT-5, HAT-6, HAT-7)
- Mauna Kea, Hawaii két távcső (HAT-8, HAT-9)
- HAT-South, Las Campanas Obszervatórium, Chile[1]
- Namíbia
- Ausztrália

Két, a program keretében épült távcsövet (HAT-3, HAT-4) dél-koreai csillagászok vásároltak meg, későbbi sorsuk nem ismeretes.

## A HATNet által felfedezett exobolygók
2020-ig a projekt során a teljes égbolton 142 exobolygórendszert fedeztek fel. Közülük néhány csillag körül nem csak egy bolygót sikerült detektálni. Az északi félgömb bolygóit HAT-P, a déli félgömbét HATS kóddal jelölik, külön-külön 1-gyel kezdődő sorszámozással. A HATS-37 és 38 jelzésű rendszer nem azonosított.
- HAT–P–1 b
- HAT–P–2 b Magyarország: Magor (Hunor)[3]
- HAT–P–3 b Oroszország: Teberda (Dombay)[3]
- HAT–P–4 b
- HAT–P–5 b Szlovákia: Kráľomoc (Chasoň)[3]
- HAT–P–6 b Hollandia: Nachtwacht (Sterrennacht)[3]
- HAT–P–9 b Izrael: Alef (Tevel)[3]
- HAT–P–12 b Magyarország: Puli (Komondor)[4]
- HAT–P–14 b Ausztria: Sissi (Franz)[3]
- HAT–P–15 b Ukrajna: Tryzub (Berehinya)[3]
- HAT–P–23 b Palesztína: Jebus (Moriah)[3]
- HAT–P–29 b Dánia: Surt (Muspelheim)[3]
- HAT–P–34 b Málta: Ġgantija (Sansuna)[3]
- HAT–P–36 b Írország: Bran (Tuiren)[3]
- HAT–P–38 b Finnország: Hiisi (Horna)[3]
- HAT–P–40 b Litvánia: Vytis (Taika)[3]
- HAT–P–42 b Görögország: Iolaus (Lerna)[3]

## Lásd még
- SuperWASP